# Czeiner Nándor
Czeiner Nándor (Zirc, 1850. május 25. – Budapest, 1928. május 21.) szőlőtermesztő.

## Életrajza
1872-ben szerezte meg oklevelét az Országos Magyar Gazdasági Egyesület budai Vinczellérképezdéjében. 1873-ban a gróf Schönborn-féle hitbizomány szolgálatába lépett. Először Munkácson, majd 1881-től Beregszászon vezette az uradalom szőlészetét. A beregszászi hegyközség és a Beregszászi Szőlőexport Szövetkezet alapító elnöke volt. 
Nagy szerepe volt a filokszéravész utáni szőlőfelújítást munkákban. Létrehozta a róla elnevezett "Czeiner-féle zöldoltást", amellyel csekély élettani ismeretekkel rendelkező emberek is sikeresen végezték el a szőlőoltási munkát.
Alapító tagja volt a Magyar Szőlősgazdák Egyesületének, majd hosszú időn át alelnöke is. Irodalmi munkásságát főleg a Borászati Lapokban és a Köztelekben fejtette ki.
Életének 78. évében Budapesten érte a halál 1928. május 21-én.

## Főbb munkái
- Az amerikai ellenálló szőlőfajok nemesítése zöldoltással (Budapest, 1893)
- Vázlat a hegyvidéki oltott szőlők metszésmódozatairól (Budapest, 1893)